# Joanna Jabłkowska
Joanna Irena Jabłkowska (ur. 12 grudnia 1953 w Łodzi) – polska literaturoznawczyni, dr hab. nauk humanistycznych, profesor zwyczajny  Instytutu Filologii Germańskiej i dziekan Wydziału Filologicznego Uniwersytetu Łódzkiego.

## Życiorys
Jest absolwentką I Liceum Ogólnokształcącego im. Mikołaja Kopernika w Łodzi. W 1977 ukończyła studia germanistyczne na Uniwersytecie Łódzkim i w tym samym roku rozpoczęła pracę na macierzystej uczelni. W 1984 obroniła na Uniwersytecie Wrocławskim pracę doktorską Idee der Toleranz in den Werken von Max Frisch napisaną pod kierunkiem Norberta Honszy. 19 marca 1993 habilitowała się na podstawie pracy zatytułowanej Literatur ohne Hoffnung. Die Krise der Utopie in der deutschen Gegenwartsliteratur. 18 października 2002 nadano jej tytuł profesora w zakresie nauk humanistycznych. W latach 2002–2005 był prodziekanem, a w 2016 została dziekanem Wydziału Filologicznego Uniwersytetu Łódzkiego. W latach 2008–2012 był prorektorem UŁ ds. programów i jakości nauczania. W 2000 została kierownikiem Zakładu Literatury Austrii i Szwajcarii, w 2001 kierownikiem Katedry Literatury i Kultury Niemiec, Austrii i Szwajcarii
Była członkiem Zespołu Kierunków Studiów Humanistycznych Polskiej Komisji Akredytacyjnej, członkiem zarządu Stowarzyszenia Germanistów Polskich, a także kierownikiem w Katedrze Literatury i Kultury Niemiec, Austrii i Szwajcarii  na Wydziale Filologicznego Uniwersytetu Łódzkiego.